# Літературна премія імені Михайла Чабанівського
Літературна премія імені Михайла Чабанівського — всеукраїнська літературна премія для заохочення сучасних прозаїків до написання творів, присвячених висвітленню найкращих здобутків сьогодення, а також для популяризації новітньої української літератури серед сільського населення. Встановлена на честь видатного українського письменника М. І. Чабанівського.
Заснована рішенням ХХХ сесії Сахновщинської районної ради IV скликання від 25 січня 2006 року «Про затвердження Положення про літературну премію ім. Михайла Чабанівського».
Ініціатори:
- Харківська обласна письменницька організація
- Сахновщинська районна рада

Премія заснована за сприяння агрофірми «Прогрес».
Мета премії: «Заохочення сучасних прозаїків до написання творів на теми сьогодення та популяризації новітньої української літератури серед сільського населення».

## Лауреати премії
- Ковпак Володимир Васильович — український письменник і публіцист (м. Полтава).
- Кривий Микола Васильович — заслужений журналіст України, головний редактор ТРК «Сфера ТВ» (м. Рівне).
- Панцир Дмитро Тодорович — український прозаїк і гуморист, заслужений юрист України.
- Полянецький Віктор Анатолійович — український письменник і журналіст, головний редактор газети «Южная магистраль» Південної залізниці (м. Харків)
- Романовський В'ячеслав Євгенович - український поет, есеїст, перекладач і журналіст (м.Харків).
- Бенедишин Любов Євгенівна — українська поетеса й перекладачка (Сокаль)